# اهریمن درون دوشیزه جونز
اهریمنِ درونِ دوشیزه جونز (انگلیسی: The Devil in Miss Jones) فیلمی در ژانر پورنوگرافی به کارگردانی جرارد دامیانو است که در سال ۱۹۷۳ منتشر شد. از بازیگران آن می‌توان به جورجینا اسپلوین، هری ریمز، و جرارد دامیانو اشاره کرد.